# Фёдоров, Аркадий Васильевич
Аркадий Васильевич Фёдоров (6 января 1917, Иваново — 9 марта 1992, Иваново) — лётчик-ас, заместитель командира эскадрильи 16-го гвардейского истребительного авиационного полка 9-й гвардейской Мариупольской истребительной авиационной дивизии 8-й воздушной армии Южного фронта, гвардии полковник, Герой Советского Союза.

## Биография

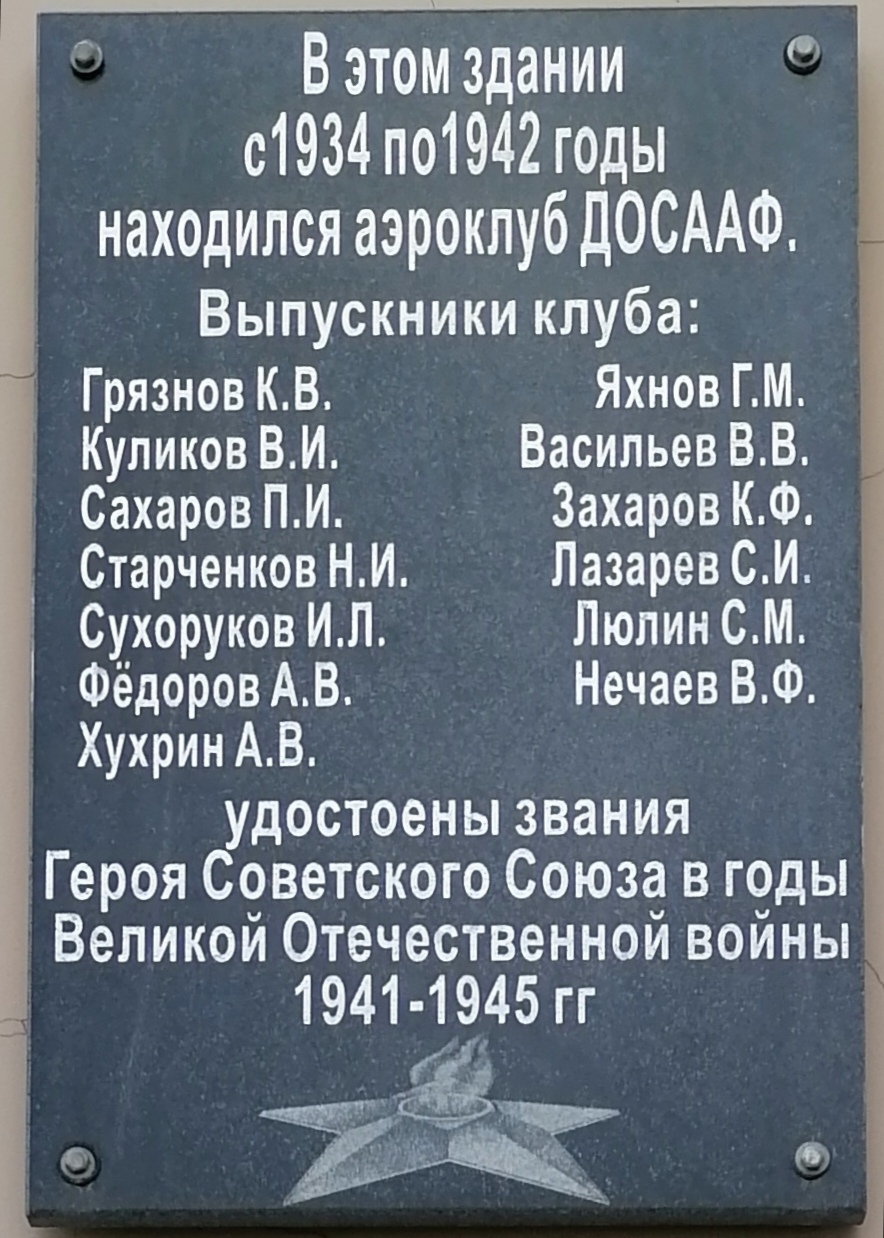
Мемориальная доска в Иванове, ул. Красной Армии, 3/5

Родился 6 января 1917 года в городе Иваново-Вознесенск (ныне Иваново) в семье рабочего. Русский.
Рано остался без матери. Отец с сыновьями переехал в деревню Егорий в 10 км от города (ныне в Ивановском районе). Здесь Аркадий рос и учился, окончил 7 классов. После школы пошёл работать на завод «Ивтекмаш», стал молотобойцем. Занимался в Ивановском аэроклубе.
В Красную армию призван в 1938 году и по комсомольской путевке направлен в Чкаловское (Оренбургское) военное авиационное училище. Окончив училище в 1940 году, прибыл в 131-й истребительный авиационный полк, базировавшийся на юге Украины. Начало Великой Отечественной войны лейтенант Фёдоров встретил командиром звена. В боях участвовал с первого дня. Уже 22 июня совершил 5 боевых вылетов, а 25 июня открыл личный боевой счёт. Патрулируя над аэродромом, атаковал немецкий разведчик Ju-88 и сбил его залпом реактивных снарядов.
Член ВКП(б)/КПСС с 1942 года. В феврале 1942 года эскадрилья, в которой воевал Фёдоров, была переведена в 55-й (с 7 марта 1942 года — 16-й гвардейский) истребительный авиационный полк. Часто летал ведомым у прославленного аса А. И. Покрышкина. К декабрю 1942 года освоил американский истребитель Р-39 «Аэрокобра» и воевал на нём до Победы.
Весной 1943 года развернулось воздушное сражение на Кубани. В этих схватках Фёдоров проявил себя опытным и решительным командиром. Особенно трудный бой провёл он 29 апреля с большой группой истребителей противника. В том вылете восьмёрка «Аэрокобр» под командой Покрышкина встретила более 80 пикировщиков Ju-87 в сопровождении истребителей. Звено Фёдорова, связав боем истребители противника, обеспечило выполнение основной боевой задачи. Противник потерял 12 самолётов. В ходе Кубанской битвы Фёдоров записал на свой боевой счёт несколько самолётов противника. В одном из боёв был сбит, воспользовался парашютом, но получил ранения в обе ноги.
После излечения в госпитале вернулся в свой полк. Участвовал в боях за освобождение Донбасса. В августе 1943 года, в период боёв над Миус-фронтом, одержал ещё несколько побед. К сентябрю 1943 года заместитель командира эскадрильи гвардии капитан Фёдоров провёл 498 боевых вылетов, в 62 воздушных боях он одержал 16 личных побед и 4 — в группе.
В ноябре 1943 года он был назначен командиром 3-й эскадрильи того же полка. Эскадрилья под его командованием успешно выполнила задачу по прикрытию войск наступающих через Сиваш в Крым. В одном из вылетов на прикрытие переправы лётчики провели бой с 40 бомбардировщиками Ju-87, прикрываемых шестёркой Ме-109. В результате тактически грамотно проведённого боя было сбито 6 «Юнкерсов» и 2 «Мессершмитта».
В начале 1944 года Фёдоров был назначен штурманом полка. Заслуженную награду Герой получил вместе с А. И. Покрышкиным, получавшим третью «Золотую Звезду», в начале октября 1944 года в Кремле из рук Н. М. Шверника.
С полком Фёдоров участвовал в боях за освобождение правобережной Украины, Белоруссии, Польши, стал заместителем командира полка. Продолжал лично летать на боевые задания, участвовать в воздушных боях. В одном из вылетов на подступах к Одеру во главе восьмёрки истребителей провёл воздушный бой с пикировщиками Ju-87. В первой же атаке с напарником сбили два истребителя врага. Гитлеровцы потеряли в этой схватке ещё 5 самолетов.
16 марта 1945 года принял командование полком, к тому времени 16-м гвардейским Сандомирским ордена Александра Невского истребительным авиационным. В этой должности и встретил День Победы.
Всего за годы войны майор Фёдоров выполнил 554 боевых вылета, из них 136 — на штурмовку войск и различной техники противника. Провёл 183 воздушных боя, уничтожив лично 24 самолёта противника и 18 — в групповых боях и при штурмовке аэродромов.
После войны продолжил службу в авиации. В 1948 году окончил Высшие лётно-тактические курсы, в 1954 году — курсы усовершенствования при Военно-воздушной академии. Освоил новые реактивные самолёты, командовал авиационным соединением. В 1955 году полковник Фёдоров уволен в запас.
Вернулся в родной город — Иваново. Работал на заводе «Ивтекмаш».
Умер 9 марта 1992 года. Похоронен в Иваново на кладбище Балино.

## Награды
- Указом Президиума Верховного Совета СССР от 13 апреля 1944 года за образцовое выполнение заданий командования и проявленные мужество и героизм в боях с немецко-фашистскими захватчиками гвардии капитану Фёдорову Аркадию Васильевичу присвоено звание Героя Советского Союза с вручением ордена Ленина и медали «Золотая Звезда» (№ 1322)[1].
- Награждён ещё одним орденом Ленина, четырьмя орденами Красного Знамени, орденами Александра Невского, Отечественной войны 1 степени, Красной Звезды, медалями, иностранными наградами[1].

## Память
- На доме на проспекте Ленина г. Иваново, где жил Герой, установлена мемориальная доска[1].
- Имя А. В. Фёдорова увековечено на мемориале Героев-ивановцев[1].
- Имя А. В. Фёдорова присвоено самолёту Су-27П 689-го истребительного авиаполка авиации Балтийского флота.